# Pidriš
Pidriš je naseljeno mjesto u općini Uskoplje, Federacija Bosne i Hercegovine, BiH.

## Zemljopis
Pidriš se nalazi na preko 950 metara nadmorske visine. Na Pidrišu ima vrtača. Do Pidriša vodi asfaltna cesta koja se kod Sičaje odvaja od magistralne ceste M 16.2 između Uskoplja i Rame preko Makljena. Postoji i makadamska cesta iz smjera Uskoplja preko Uzričja i Mačkovca.

## Povijest
Na lokalitetu Borovica, uz katoličko groblje, nalazi se 25 srednjovjekovnih sandučastih stećaka.
Godine 1885. u naselju je živjelo 106 stanovnika (svi katolici) Na popisu stanovništva iz 1895. kao dio Pidriša se navodi Han Trlica. Pidriš je tada imao 136 stanovnika. Na popisu 1910. na Pidrišu su živjela 164 stanovnika (svi katolici).
Tijekom Drugog svjetskog rata, 1942. godine partizani su na Pidrišu imali malu tiskaru (nožni tigl). Po okončanju rata oko Pidriša su krile skupine križara pa su ovdje bili česti potjere i pretresi.
Na popisu 1961. u naselju je živjelo 313 stanovnika (309 Hrvata, 3 Muslimana i 1 ostali), dok je na popisu 1971. u naselju živjelo 314 stanovnika (313 Hrvata i 1 ostali). Godine 1981. na Pidrišu je živjelo 290 stanovnika (289 Hrvata i 1 Musliman).
Tijekom 1993., za vrijeme bošnjačko-hrvatskog sukoba preko Mačkovca i Pidriša se jedino moglo doći do Uskoplja.

## Stanovništvo

### 1991.
Nacionalni sastav stanovništva 1991. godine, bio je sljedeći:
ukupno: 302
- Hrvati - 302

### 2013.
Nacionalni sastav stanovništva 2013. godine, bio je sljedeći:
ukupno: 307
- Hrvati - 307

## Vjera
Od davnina se iz Gornje Rame i Uskoplja hodočasti sv. Anti na Pidriš. Kapelica se nalazi u groblju u kojem se nalazi veći stećak koji se naziva Stećak sv. Ante; ne zna se točno tko je pod njim ukopan. Zavjetna crkva sv. Ante izgrađena 1972. godine za vrijeme uskopaljskog župnika fra Tomislava Trogrlića. Crkva je ukrašena djelima M. Ostoje, A. Mamuše i A. Starčevića.
Crkva je stradala za vrijeme rata, a obnovljena je 1996. godine. U srpnju 2010. izgrađen je novi toranj prema projektu arhitekta Zdenka Antunovića.

## Školstvo
Na Pidrišu se nalazi četverogodišnja područna škola Osnovne škole Uskoplje koja radi po planu i programu na hrvatskom jeziku. Škola ima tri učionice i ima ukupno 4.128 m2 školskog prostora.

### Članci
- Dragić, Marko. 2018. Štovanje sv. Antuna Padovanskoga u hrvatskoj crkveno-pučkoj baštini. Ethnologica Dalmatica. Etnografski muzej Split. Split. 25: 37–66